# 平川市立竹館小学校
平川市立竹館小学校（ひらかわしりつ たけだてしょうがっこう）は、青森県平川市沖館にある公立小学校である。

## 概要
平川市の中心部から東に約4km程離れた沖館地区にある小学校。

### 児童数
Gaccom - 平川市立竹館小学校の記載より（2023年現在）。
| 学年 | 1年 | 2年 | 3年 | 4年 | 5年 | 6年 | 特別支援   | 合計 |
| ---- | --- | --- | --- | --- | --- | --- | ---------- | ---- |
| 学級 | 1   | 1   | 1   | 1   | 1   | 1   | 1          | 7    |
| 児童 | 9   | 20  | 15  | 14  | 17  | 18  | 3 （内数） | 93   |

## 沿革
- 1876年（明治9年）8月14日 - 唐竹小学校として創立[2]。
- 1892年（明治25年）12月25日 - 唐竹尋常小学校と沖舘尋常小学校に分離。
- 1926年（大正15年）10月1日 - 唐竹尋常小学校と沖舘尋常小学校が合併し、竹館尋常小学校となる。
- 1927年（昭和2年）3月5日 - 校旗樹立、校章制定。
- 1932年（昭和7年）5月24日 - 校歌制定。
- 1940年（昭和15年）4月1日 - 高等科を併置し、竹館尋常高等小学校と改称。
- 1941年（昭和16年）4月1日 - 国民学校令により、竹館国民学校と改称。
- 1947年（昭和22年）4月1日 - 学校教育法により、竹館村立竹館小学校となる。
- 1955年（昭和30年）3月1日 - 町村合併により、平賀町立竹館小学校となる。
- 1970年（昭和45年）6月30日 - プール完成。
- 1976年（昭和51年）9月10日 - 創立100周年記念式典挙行。
- 1984年（昭和59年）5月13日 - 東側校舎で火災発生。5教室と準備室3室が焼失。
- 1985年（昭和60年）8月26日 - 校舎改築落成記念式典挙行。
- 2006年（平成18年）1月1日 - 町村合併により、平川市立竹館小学校と改称。
- 2008年（平成20年）8月22日 - プール解体工事終了。
- 2011年（平成23年）
  - 3月 - 太陽光発電システムが完成し、稼働。
  - 4月1日 - 小国小学校を統合。
- 2013年（平成25年）2月 - 洋式トイレ整備。
- 2015年（平成27年）
  - 3月 - 太陽光発電設備蓄電池整備完了。
  - 8月 - 非構造部材落下防止対策完了。

## 部活動

### 運動部
- 野球部[3]
- ソフトボール部

## 学区
沖館、唐竹、新館、向野、小国。

## 周辺
- 青森県道282号小国本町線
- 唐竹温泉
- 東北自動車道 - 学区内を通っているだけでインターチェンジはないが、津軽サービスエリアが学区内にある。
- ひらか市民の森
- 新館山霊園

## アクセス
- 弘南鉄道弘南線平賀駅から、
  - 平川市循環バス唐竹・広船線で10分、「竹館小学校前」バス停下車。なお、平川市循環バスは片方向の運行のため、平賀駅前までは30分。
  - 車で約3.7km・約7分。
- 東北自動車道大鰐弘前ICから、車で約6.5km・約12分。